# Фонофорез

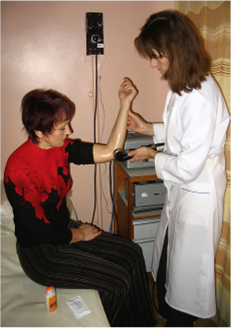
Процедура фонофорезу

Фонофорез — це використання ультразвуку для транспортування препаратів, що застосовуються місцево. Фонофорез застосовували з метою покращення процесу всмоктування знеболювальних та протизапальних засобів при місцевому застосуванні, завдяки терапевтичній дії ультразвуку.

## Застосування
Зручність фонофорезу медикаментів:
- лікувальна речовина при введенні ультразвуком не руйнується;
- синергізм дії ультразвуку та лікувальної речовини.

Фонофорез виявився неефективним для деяких методів лікування , де він не підвищував ефективність всмоктування ліків або не був ефективнішим ніж застосування ультразвуку без медикаментів.

## Подальше читання
- Bare AC, McAnaw MB, Pritchard AE та ін. (July 1996). Phonophoretic delivery of 10% hydrocortisone through the epidermis of humans as determined by serum cortisol concentrations. Phys Ther. 76 (7): 738—45, discussion 746–9. doi:10.1093/ptj/76.7.738. PMID 8677278.
- Byl NN (June 1995). The use of ultrasound as an enhancer for transcutaneous drug delivery: phonophoresis. Phys Ther. 75 (6): 539—53. doi:10.1093/ptj/75.6.539. PMID 7770499.
- Gogstetter DS, Goldsmith LA (May 1999). Treatment of cutaneous sarcoidosis using phonophoresis. J. Am. Acad. Dermatol. 40 (5 Pt 1): 767—9. doi:10.1016/S0190-9622(99)70162-3. PMID 10321609.
- Srbely JZ. Ultrasound in the management of osteoarthritis: part I: a review of the current literature. JCCA J Can Chiropr Assoc. 52 (1): 30–.
- Hoppenrath T, Ciccone CD (January 2006). Is there evidence that phonophoresis is more effective than ultrasound in treating pain associated with lateral epicondylitis?. Phys Ther. 86 (1): 136—40. PMID 16386068. Архів оригіналу за 31 травня 2009. Процитовано 30 травня 2009.